# Урфин Джюс и его деревянные солдаты (мультфильм)
«Урфин Джюс и его деревянные солдаты» — российский полнометражный компьютерно-анимационный фильм по мотивам одноимённой повести Александра Волкова. Режиссёры: Владимир Торопчин («Илья Муромец и Соловей-Разбойник», «Иван Царевич и Серый Волк»), Фёдор Дмитриев («Барбоскины», «Лунтик и его друзья») и Дарина Шмидт («Иван Царевич и Серый волк 3»). Первый мультфильм студии «Мельница», полностью сделанный в технике компьютерной анимации.
Премьера состоялась 20 апреля 2017 года. С 5 марта 2022 года было объявлено, что мультфильм «Урфин Джюс и его деревянные солдаты» выпустят в повторный прокат в России.

## Сюжет
Завистливый и властолюбивый столяр Урфин Джюс захотел стать повелителем Волшебной страны. Он оживил деревянных солдат-дуболомов волшебным порошком и отправился с ними завоёвывать Изумрудный город. Он уже готовился праздновать победу, но тут в Волшебной стране оказалась девочка Элли. Она хочет вернуться домой, однако прежде ей необходимо помочь своим друзьям Страшиле, Дровосеку и Льву победить Урфина и его армию.

## Роли озвучивали
| Актёр                     | Роль                                                                                           |
| ------------------------- | ---------------------------------------------------------------------------------------------- |
| Константин Хабенский      | Урфин Джюс                                                                                     |
| Екатерина Гороховская     | Элли / Милена                                                                                  |
| Сергей Шнуров             | генерал Лан Пирот                                                                              |
| Дмитрий Дюжев             | медведь Топотун                                                                                |
| Андрей Лёвин              | Тотошка-младший                                                                                |
| Юлия Рудина               | клоун Эот Линг                                                                                 |
| Сергей Дьячков            | Страшила                                                                                       |
| Валерий Соловьёв          | Железный Дровосек                                                                              |
| Валерий Кухарешин         | Смелый Лев                                                                                     |
| Андрей Кузнецов           | Урфин Джюс (мальчик)                                                                           |
| Александр Демич           | один из солдат («Не положено!») / капрал                                                       |
| Илья Хрусталёв            | мальчик в эпизоде                                                                              |
| Яков Петров               | эпизод                                                                                         |
| Татьяна Михалевкина       | Бабушка Элли (голос)                                                                           |
| Михаил Хрусталёв          | Книга Гингемы                                                                                  |
| Александр Боярский        | Людоед / министр Железного Дровосека / Саблезубые тигры (некоторые реплики) / двойник Страшилы |
| Дмитрий Быковский-Ромашов | Саблезубые тигры                                                                               |
| Михаил Черняк             | ворона Кагги-Карр                                                                              |
| Олег Куликович            | Руф Билан                                                                                      |

## Награды и премии
- 2018 — «Урфин Джюс и его деревянные солдаты» — номинант премии «Золотой орёл» в категории «Лучший анимационный фильм»[7].

## Критика
«Критиканство» поставил мультфильму 51 баллов из 100 на основе 9 рецензий. Мультфильм — первая полнометражная экранизация одноимённой повести-сказки А. Волкова; до этого сказка была экранизирована в трёх сериях советского мультсериала «Волшебник Изумрудного города». Несмотря на это, образы главных героев — Элли и Тотошки — «осовременены»: так, Элли в мультфильме является внучкой настоящей Элли Смит, и её характер здесь более пассивный, что послужило одним из главных поводов для критики мультфильма. Вот что пишет об этом, например, рецензент с сайта Metronews:

Как типичного современного подростка, её [Элли] сложно чем-то удивить: её не восхищают красота Изумрудного города, говорящие животные, и не изумляет, что она оказалась в сказке, про которую ей рассказывала бабушка. На протяжении следующих двух часов она ноет, что хочет домой. Даже увидев Страшилу за решёткой, она не пытается ему помочь, а спрашивает, как ей попасть домой. Её четвероногий друг сравнивает всё происходящее с компьютерной игрой и сыпет сленговыми словечками «прикольно» и «клёво». Поражает, насколько пассивны все персонажи — как марионетки. Даже Урфин.— Любовь Егорова

## Продолжение
Перед премьерой мультфильма «Три богатыря и наследница престола» был показан трейлер к продолжению мультфильма под названием «Урфин Джюс возвращается». Режиссёром стал Фёдор Дмитриев, а сценарий вновь написал Боярский.